# وانگ یان (ورزشکار دو و میدانی)
وانگ یان (انگلیسی: Wang Yan؛ زادهٔ ۳ مهٔ ۱۹۷۱) ورزشکار دو و میدانی اهل چین است.